# Marine Petrosjan

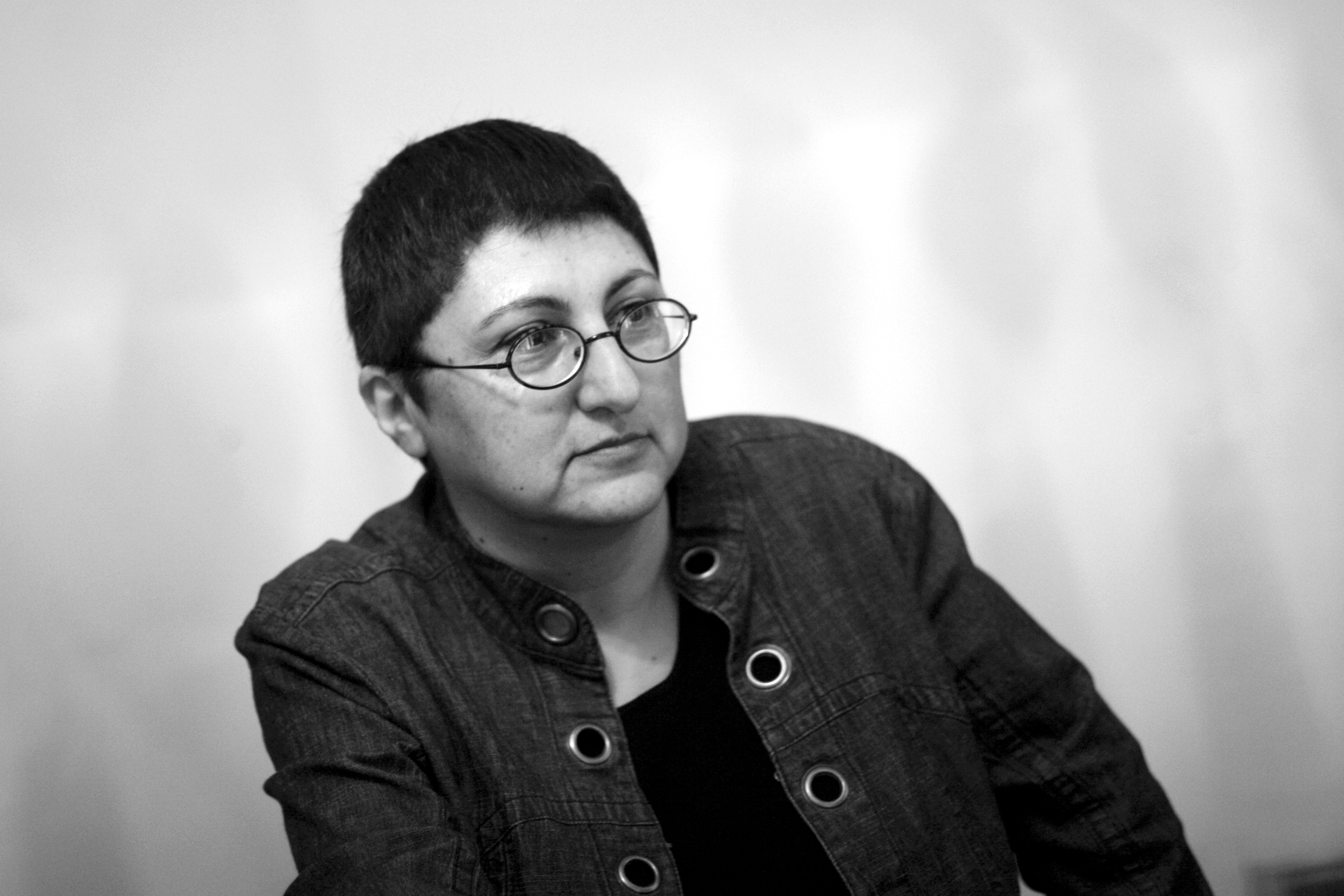
Marine Petrosjan

Marine Petrosjan (armenisch Մարինե Պետրոսյան, russisch Маринэ Петросян; geb. 16. August 1960 in Jerewan, Armenische SSR, Sowjetunion) ist eine armenische Dichterin, Essayistin und Kolumnistin.

## Dichterin
Marine Petrosjans literarische Karriere fiel mit dem Zusammenbruch der Sowjetunion zusammen. Ihr erstes Buch erschien 1993 in Jerewan, nur zwei Jahre, nachdem Armenien die Unabhängigkeit von der Sowjetunion erlangt hatte.
Die Gedichte ihres ersten Buches wurden von Vahé Godel ins Französische übersetzt. 1995 brachte der französische Verlag Editions Comp’Act Petrosjans Buch J’apporterai des pierres heraus. Durch den Erfolg des Buches ermuntert, das unter anderem in der Le Monde des Livres sehr wohlwollend besprochen wurde veröffentlichte Editions Comp’Act 2003 Erevan, das zweite Buch Petrosjans.
Seither hat Petrosjan in Armenien weitere vier Gedichtbände veröffentlicht.
2015 veröffentlichte der argentinische Verlag Audisea Petrosjans Disparó el arma mit von Alice Ter-Ghevondian ins Spanische übersetzten Gedichten. Das Buch wurde in der Nationalbibliothek der Republik Argentinien vorgestellt.
Petrosjan erhielt ein Schriftstellerstipendium samt Aufenthalt in der Djerassi Artists Residency in Woodside (Kalifornien) als Artist Laureate der UNESCO-Aschberg Questur (2005); im Q21, MuseumsQuartier Wien (2013) und im Omi International Arts Center, New York City (2015).
Petrosjan übersetzt ihre Gedichte selbst ins Englische. Einige ihrer Selbstübersetzungen findet man in Transcript – Europe's online review of international writing und in Deviation, Anthology of Contemporary Armenian Literature.

## Essayistin
Petrosjans Essay Antipoesie, oder Wenn der Dichter nicht nach einem Alibi sucht hat in armenischen Literaturkreisen immense Diskussionen hervorgerufen. In dem Essay spricht Petrosjan über „Antipoesie“ – Poesie, die nicht wie Poesie aussieht  –, stellt den vorherrschenden Begriff von Poesie in Frage und behauptet, dass das die führende Tendenz in der modernen armenischen Poesie ist.
Marine Petrosjan ist in Armenien weithin als Kolumnistin bekannt. Von 2007 bis 2009, eine Periode starker politischer Entwicklungen vor und nach der Präsidentenwahl in Armenien 2008, hatte sie eine wöchentliche Kolumne in der Zeitung Armenische Times (armenisch Հայկական ժամանակ Hajkakan schamanak), der wichtigsten Tageszeitung der Opposition. Ihre Essays zu politischen Themen erreichten eine unerwartet große Leserschaft und machten sie in Armenien zu einer Person des öffentlichen Interesses. In der Folge wurde sie oft in Fernsehsendungen eingeladen, um öffentliche Themen zu kommentieren. Ihre Essays wurden 2011 in ihrem Buch Rotes Plakat veröffentlicht. 2007 erhielt Petrosjan den Tigran-Hajrapetjan-Preis für ihr Essay „Warum endet der Krieg nicht?“ (armenisch Ինչու չի ավարտվում պատերազմը Intschu tschi awartwum paterasme).

## Werke
- Poesie: Das erste Buch. Kossu (Կոսսու), Jerewan 1993 (armenisch, armenisch: Բանաստեղծություններ, առաջին գիրք.).
- Ich werde Steine bringen. Editions Comp’Act, 1995, ISBN 2-87661-117-1 (französisch, französisch: J’apporterai des pierres.).
- Kanonische Geschichten: Gedichte. Sangak ( Զանգակ), Jerewan 1998 (armenisch: Կանոնական պատմություններ : Բանաստեղծություններ.).
- Jerewan. Editions Comp’Act, 2003 (französisch, französisch: Erevan.).
- An der Küste von Armenien. actual art publishers, 2006 (armenisch, armenisch: Հայաստանի ծովափին.).
- Marine Petrosjan, Tigran Paskewitschjan: Einmal im Winter. Instittució de les Lletres Catalanes, Barcelona 2008, ISBN 978-84-96716-95-7 (katalanisch, armenisch, katalanisch: Una vegada a l'hivern.).
- Rotes Plakat. actual art publishers, Jerewan 2011, ISBN 978-9939-816-22-7 (armenisch, armenisch: Կարմիր աֆիշ.).
- Salatschüsse. actual art publishers, Jerewan 2011, ISBN 978-9939-816-23-4 (armenisch, armenisch: Սալաթ կրակոցներով.).
- Die Schrotflinte feuerte. actial art publishers, Jerewan 2014, ISBN 978-9939-816-54-8 (armenisch: Ատրճանակը կրակեց.).
- Die Schrotflinte feuerte. audisea, 2015, ISBN 978-987-45-6172-5 (katalanisch, katalanisch: Disparó el arma.).